# Perijásparv
Perijásparv (Arremon perijanus) är en fågel i familjen amerikanska sparvar inom ordningen tättingar.

## Utseende och läte
Perijásparven är en mycket vacker sparv som inom sitt utbredningsområde är lätt att artbestämma. Den har svart ögonmask och svart bröstband, strimmigt huvud, vit strupe och olivgrön rygg. Sången är ljus och gnisslig.

## Utbredning och systematik
Den förekommer på Andernas östra sluttning i östra Colombia och västra Venezuela  (Zulia). Tidigare betraktades den som en underart till A. torquatus. 

### Familjetillhörighet
Tidigare fördes de amerikanska sparvarna till familjen fältsparvar (Emberizidae) som omfattar liknande arter i Eurasien och Afrika. Flera genetiska studier visar dock att de utgör en distinkt grupp som sannolikt står närmare skogssångare (Parulidae), trupialer (Icteridae) och flera artfattiga familjer endemiska för Karibien.

## Status
Perijásparven har ett litet utbredningsområde men beståndet tros vara stabilt. IUCN kategoriserar den som livskraftig.